# Silverton (Colorado)
Silverton egy város az USA-ban, Colorado államban. San Juan megye központja. Lakosainak száma 622 fő (2020. április 1.).

## Népesség
A település népességének változása:

| 2010 | 637 |
| 2020 | 622 |